# Nayah
Sylvie Mestres (nacida el 29 de septiembre de 1960, Perpiñán), más conocida profesionalmente como Nayah, es una cantante francesa, participante en el Festival de Eurovisión. Se ha visto envuelta en polémicas debido a su conexión con el Movimiento raeliano.

## Carrera
Luego de estudiar seis años en la Academia de Música y Drama de Perpiñán, se dedicó al canto. René Coll, autor de su canción «Je veux donner ma voix», le propuso participar en un programa de televisión francés de la cadena France Télévisions, donde dicha canción fue escogida para participar en la final nacional para elegir al representante en el Festival de Eurovisión 1999. Nayah consiguió el primer lugar en la final y viajó a Jerusalén, Israel para representar a su país. Finalmente, su canción consiguió 14 puntos y se posicionó en el 19.º puesto entre 23 países.
Después de su participación en el Festival de Eurovisión, los medios de prensa francesa se centraron en ella luego de que revelara tener una relación con el Movimiento Raeliano Internacional. Según el periódico regional francés L'Indépendant, Nayah habría ingresado en dicha organización siguiendo a su marido, después de que ella publicara su primer álbum de estudio en 1988 que contiene temática raeliana. Luego de que Nayah negara haber pertenecido a dicho movimiento, admitió haber sido miembro solo hasta 1996, a pesar de aparecer en una publicación en la edición de octubre de 1998 de la revista del movimiento raelista.
Su sencillo «Je veux donner ma voix», vendió más de 400 000 copias incluyendo 12 000 a dos semanas de su lanzamiento en Francia y permaneció durante una semana en la lista de los cien sencillos más vendidos en Francia. No obstante, muchos de sus contratos en programas de televisión fueron cancelados por la controversia en torno a su vinculación con el movimiento raeliano. Debido a esto, la cantante fue considerada víctima de discriminación.
Nayah continuó su carrera musical dando conciertos, especialmente como imitadora de Céline Dion, repitiendo dicho espectáculo en varias ocasiones en Las Vegas. Desde el 1 al 5 de febrero de 2010, participó en el especial de televisión Un diner presque parfait.
El 27 de marzo de 2013 comenzó a formar parte del programa Les Sosies à Hollywood de la cadena francesa TF6.